# Глікогенфосфорилаза
Глікоге́нфосфорила́за (1,4-α-D-глюкан: ортофосфат α-глікозилтрансфераза) — фермент, що каталізує лімітуючу стадію процесу глікогенолізу: розщеплення глікогену до глюкозо-1-фосфату шляхом фосфоролізу.
Глікогенфосфорилазу інколи називають просто фосфорилазою, через те що це перший відкритий фермент із фосфорилазною активністю.
У людини кодується генами PYGM, PYGL, PYGB.

## Історія дослідження
Глікогенфосфорилаза була першим відкритим ферментом класу фосфорилаз. Під час її дослідження вперше встановлено можливість регуляції ферменту шляхом фосфорилювання/дефосфорилювання. Глікогенфосфорилаза також була одним із перших відомих алостеричних ферментів, і першим, для якого були встановлені точні тримірні структури активної та інактивованої форми за допомогою рентгеноструктурного аналізу.
У 1930-х роках Карл та Герті Корі встановили, що гілкогенфосфорилаза скелетних м'язів може перебувати у двох формах, що перетворюються одна в одну: каталітично активна фосфорилаза a та неактивна фосфорилаза b. Подальші дослідження цього ферменту проводив Ерл Сазерленд, який з'ясував, що фосфорилаза b переважає у м'язах в стані спокою, в той час як фосфорилаза a — під час активних скорочень. Перетворення неактивної форми в активну відбувається під впливом адреналіну. 1959 року Едвін Кребс та Едмонд Фішер встановили, що a- та b- форми фосфорилази відрізняються наявністю фосфатної групи, приєднаної до залишку серину 14. Високороздільний рентгеноструктурний аналіз обидвох форм провели Роберт Флеттерік та Луї Джонсон.

## Структура глікогенфосфорилази
Глікогенфосфорилаза — це димер двох ідентичних субодиниць довжиною по 842 амінокислотні залишки (97 кДа). До складу кожної субодиниці входить амінокінцевий (залишки 1—484) та карбоксикінцевий домени (залишки 485–842). Амінокінцевий домен у свою чергу поділяється на два субдомени, один із яких містить місце ковалентної модифікації (Сер14), алостеричні сайти, та поверхню взаємодії із іншим мономером в димері. Другий субдомен містить сайт зв'язування глікогену (залишки 316–484).
Активний центр розташований у центрі субодиниці між N- і C-кінцевим доменами. Він віддалений від сайту зв'язування глікогену приблизно на 30 Å і сполучений із ним вузькою щілиною, в яку поміщається 4—5 залишків глюкози. Ця щілина має радіус кривини, відповідний до радіуса спіральної гілки глікогену і є надто вузькою, щоб захопити місце галуження ((α1→6)-зв'язок).
Розділення активного сайту та сайту зв'язування глікогену дозволяє ферменту каталізувати розщеплення багатьох глікозидних зв'язків в одній молекулі глікогену без потреби від'єднуватись і знову приєднуватись до неї. Таким чином збільшується процесивність ферменту.

## Механізм реакції
Глікогенфосфорилаза каталізує реакцію, в якій ортофосфатна кислота атакує (α1→4)-глікозидний зв'язок між останнім та передостаннім залишками глюкози із нередукуючого кінця гілки глікогену, внаслідок чого виділяється глюкозо-1-фосфат. Ця реакція дозволяє зберегти більшу частину енергії глікозидного зв'язку завдяки формуванню естеру.
Реакція повинна відбуватись таким чином, щоб виключити наявність води в активному центрі, оскільки в протилежному випадку замість фосфоролізу відбудеться гідроліз, і на фосфорлиювання утвореної глюкози потрібно буде затратити АТФ.

Піридоксаль-5'-фосфат формує основу Шиффа із лізином в активному центрі глікогенфосфорилази

Кілька експериментальних спостережень дозволяють робити припущення про механізм реакції. По-перше як субстрат (гілкоген) так і продукт (глюкозо-1-фосфат) реакції перебувають у α-конфігурації. Якщо б відбувалась пряма атака ортофосфату на глікозидний зв'язок, це супроводжувалось би інвертуванням конфігурації C-1 (утворювався би β-глюкозо-1-фосфат), через те що реакція проходила б через пентаковалентний проміжний стан. Оскільки α-кофігурація зберігається, реакція повинна відбуватись у парну кількість етапів (у напростішому випадку — два), найбільш імовірно, через формування проміжної сполуки карбкатіону (резонує із іоном оксонію).
По-друге для протікання реакції фосфоролізу необхідна присутність кофактора піридоксаль-5'-фосфату (ПЛФ) (похідного вітаміну B6), приєднаного до Ліз679 через формування основи Шиффа. Структурний аналіз показав, що ортофосфат займає положення між 5'-фосфатною групою ПЛФ та глікогеном. 5'-фосфатна група ПЛФ може відігравати роль загального кислотно-основного каталізатора, спочатку донуючи протон, а потім перетворюючись у його акцептор.
Можливий такий механізм реакції: ортофосфат (у формі HPO2-
4) донує протон атому Оксигену, що утворює (α1→4)-зв'язок, і одночасно набуває протона від фосфатної групи ПЛФ. Таким чином формується перехідна сполука карбоній-оксоній катіон у конформації півкірсла. Він атакується ортофосфатом, внаслідок чого відбувається утворення глюкозо-1-фосфату та повернення протона до ПЛФ.
Глікогенфосфорилаза відщеплює по одному залишку глюкози від нередукуючого кінця, поки не наближається до точки галуження ((α1→6)-зв'язку) на відстань чотирьох залишків, де її активність припиняється і може бути відновлена тільки після дії аміло-1,6-глюкозидази.

## Термодинаміка фосфорилазної реакції
У реакції, каталізованій глікогенфосфорилазою, велика частина енергії глікозидного зв'язку зберігається завдяки формуванню естеру із фосфатною кислотою. Через це стандартна зміна вільної енергії (ΔG0') є невеликою і реакція може протікати (+3,1 кДж/моль) in vitro як у прямому так і зворотному напрямку. За pH 6,8 рівновага встановлюється при співвідношенні [ортофосфат]/[глюкозо-1-фосфат] близько 3,6. Проте за реальних умов in vivo це співвідношення переважно перевищує 100, через що рівновага сильно зміщується в сторону розщеплення глікогену, а реальна зміна вільної енергії ΔG = −8 кДж/моль. Тобто фосфороліз глікогену є екзергонічним процесом.

## Регулювання активності ферменту
Активність глікогенфосфорилази є об'єктом багаторівневих механізмів регулювання. По-перше, вона приводиться у відповідність потребам клітини завдяки дії алостеричних модудяторів. По-друге, фермент може активуватись/інактивуватись шляхом ковалентної модифікації (фосфорилювання), що здійснюється під впливом гормонів (глюкагону, адреналіну та інсуліну), таким чином активність глікогенфосфорилази змінюється в залежності від потреб цілого організму. По-третє, ізоферментний склад глікогенфосфорилази відрізняється у різних органах, зокрема в людини є печінкова, м'язова та мозкова форми, кожна із яких має свої особливості регулювання. Це пов'язане із тим, що функції глікогенолізу не однакові у різних тканинах: наприклад, у м'язах він потрібний для забезпечення їх енергією під час скорочень, а у печінці — для підтримання стабільного рівня глюкози в крові.

### Форми глікогенфосфорилази

Перехід a- та b-форм глікогенфосфорилази між напруженою та розслабленою конформаціями

Існує дві форми глікогенфосфорилази, що перетворюються одна в одну: переважно активна (фосфорильована) фосфорилаза a та переважно неактивна (нефосфорильована) фосфорилаза b. Кожна із цих форм у свою чергу може перебувати в одній із двох конформацій: каталітично активній розслабленій R (від англ. relaxed) та каталітично неактивній напруженій T (від англ. tense). Для фосфорилази a рівновага зміщена в сторону переходу в R-стан, тоді як більшість фосфорилази b перебуває у T-стані.
Конформаційний перехід від T- до R-стану передбачає поворот мономерів на 10° навколо осі симетрії другого порядку димеру. Внаслідок чого відбувається зміна розташування α-спіралей і вихід із активного центру петлі, що закривала його у T-стані і перешкоджала зв'язуванню субстрату. Окрім того відбувається поворот бічного ланцюга залишку аргініну 569 поблизу піридоксль-5'-фосфату, через що збільшується спорідненість ферменту до ортофосфату. Перехід між напруженою та розслабленою формами ферменту регулюється зв'язуванням алостеричних модуляторів, які відрізняються у різних тканинах.

### Алосетрична регуляція глікогенфосфорилази

Алостерична регуляція м'язової та печнкової ізоформ глікогенфосфорилази

У розслаблених м'язах фосфорилаза b переважає над a формою. Більшість молекул фосфорилази b перебувають у неактивному T-стані, проте вони можуть переходити у R-конформацію під впливом позитивного алостеричного модулятора: АМФ, високий рівень якого свідчить про низький енеретичний статус клітини. Алостеричним інгібіторами глікогенфосфорилази b є АТФ, що конкурує із АМФ за зв'язування з ферментом, та глюкозо-6-фосфат, який забезпечує негативний зворотний зв'язок у цьому метаболічному шляху (кінцевий продукт пригнічує активність першого ферменту). Під впливом гормональних сигналів може відбуватись фосфорилювання глікогенфосфорилази, внаслідок чого вона переходить в a форму, активність якої не залежить від алостеричних модуляторів.
Іншим шляхом відбувається регуляція активності глікогенфосфорилази у печінці. Оскільки завданням цього органу є підтримання сталого рівня глюкози в крові, то печінковий ізофермент інгібується високими концентраціями глюкози. При чому алостеричний модулятор діє на a-, а не на b-форму. Глікогенфосфорилаза печінки не чутлива до концентрації АТФ та АМФ, оскільки у гепатоцитах не відбувається такої різкої зміни запасів енергії як у м'язових волокнах.

### Регуляція шляхом ковалентної модифікації
Окрім алостеричних модуляторів на каталітичну активність глікогенфосфорилази впливає ковалентна модифікація, що відбувається у відповідь на дію гормонів. Перетворення переважно неактивної фосфорилази b у переважно активну фосфорилазу a здійснюється завдяки фосфорилюванню по залишку серину 14 кіназою фосфорилази. Для зворотного переходу необхідна активність фосфопротеїнфосфатази 1 (фосфатази фосфорилази a). Ці ферменти у свою чергу також підлягають складним механізмам реглуювання.

#### Активація фосфорилази під впливом глюкагону та адреналіну

Активація глікогенфосфорилази у м'язах під впливом адреналіну

Гормони глюкагон та адреналін активують глікогенфосфорилазу через каскад сигнальних реакцій. Перший із них виділяється під час голодування, другий — під час фізичної активності або її очікування. Глікогеноліз у печінці чутливіший до дії глюкагону, а у м'язах — до адреналіну.
Обидва гормони діють через G-білокспряжені рецептори: β-адренергічний рецептор у м'язах та печінці та глюкагоновий рецептор у печінці. Після зв'язування із лігандом рецептори передають сигнал тримерному Gs-білку. Останній активує мембранний фермент аденілатциклазу, що каталізує утворення циклічного АМФ із АТФ. Підвищена концентрація цАМФ викликає суттєве збільшення каталітичної активності протеїнкіанзи А (цАМФ-залежної протеїнкінази), а та у свою чергу фосфорилює кіназу фосфорилази. Після цього кіназа фосфорилази модифікує глікогенфосфорилазу b і перетворює її в a-форму.
Окрім фосфорилювання кіназа фосфорилази може активуватись також і підвищеними концентраціями кальцію у цитоплазмі, оскільки містить у своєму складі кальмодулін як регуляторну субодиницю. У м'язах рівень кальцію зростає під час скорочень, тоді як у печінці це може відбуватись під впливом адреналіну, що діє через α-адренергічний рецептор.
Одночасно із активацією кінази фосфорилази відбувається інкативація фосфопротеїнфосфатази 1. Цей білок має у своєму складі регуляторну субодиницю, у м'язах — GM, а в печінці GL. Ці поліпептиди кріплять каталітичну субодиницю ФФ1 до її субстратів та глікогену. У м'язових волокнах GM регулюється шляхом фосфорилювання: протеїнкіаназа А приєднує залишок фосфатної кислоти у специфічному сайті 2 (можливе також фосфорилювання іншими кіназами по сайту 1, що має протилежний ефект), що призводить до дисоціації ФФ1 у цитоплазму, де вона не має доступу до фосфорилази a та кінази фосфорилази. Крім того у цитоплазмі ФФ1 зв'язується із інгібіторними бліками, також модифікованими протеїнкіназою А, внаслідок чого її каталітична активність додатково пригнічується.
У печінці регуляторна субодиниця GL ФФ1 не контролюється шляхом фосфорилювання. Проте ФФ1 міцно приєднується до фосфорилази a в R-формі і в такому стані є неактивною, аж поки не відбудеться перехід R → T, зокрема під впливом високих концентрацій глюкози.
Каскад ферментативних реакцій, що виникає під впливом гормонів, забезпечує значне підсилення сигналу: x молекул гормону викликають вивільнення в кров 10 000x молекул глюкози гепатоцитами. Після завершення дії гормонів глікогеноліз повинен швидко зупинятись, це забезпечується фосфопротеїнфосфатазою 1, що дефосфорилює як глікогенфосфорилазу, так і кіназу фосфорилази.

#### Інактивація глікогенфософилази під впливом інсуліну та глюкози
Гормон інсулін є антагоністом глюкагону, він виділяється у кров у відповідь на значне підвищення концентрації глюкози, і стимулює її захоплення і використання клітинами, в тому числі і для біосинтезу глікогену. Одночасно із активацією глікогенезу інсулін пригнічує глікогеноліз, а саме його ключовий фермент — глікогенфосфорилазу. У м'язах під впливом цього гормону активується інсулін-стимульована протеїнкіназа, що фосфорилює регуляторну GM-субодиницю фосфопротеїнфосфатази 1 по сайту 1 (відмінний від сайту 2, який є субстратом для протеїнкінази А), що у свою чергу викликає її активацію. ФФ1 забезпечує перетворення активної фосфорилази a в неактивну b-форму.
У печінці окрім інсуліну важливе значення для пригнічення глікогенолізу має власний «сенсор глюкози» — гілкогенфосфорилаза a. В активному R-стані вона міцно зв'язує ФФ1 та пригнічує її каталітичну активність, під впливом підвищених концентрацій глюкози фосфорилаза a переходить у T-конформацію, внаслідок чого фосфорильований Сер14 стає зручним субстратом для дефосфорилювання ФФ1. Одночасно знімається інгібування ФФ1, яка тепер може дефосфорилювати інші білки.

## Еволюція глікогенфосфорилази
Порівняння амінокислотної послідовності глікогенфосфорилази кишкової палички, дріжджів, слизовика Dictyostelium, картоплі, пацюків та людини показало наявність трьох консервативних послідовностей, що зазнали дуже мало змін впродовж еволюції: 15 амінокислотних залишків, що контактують із глюкозою в активному центрі, майже ідентичні у всіх досліджених організмів, дещо більш варіабельними є 15 амінокислот, що зв'язують пріридоксальфосфат та сайт зв'язування глікогену. Такі результати свідчать про те, що каталітичний механізм не змінився у процесі еволюції.
З іншого боку, в регуляторних сайтах спостерігаються суттєві відмінності. В той час як найпростіший тип регулювання — інгібування глюкозо-6-фосфатом, що забезпечує негативний зворотний зв'язок, наявний у більшості досліджених організмів, амінокислоти, необхідні для фосфорилювання ферменту і зв'язування нуклеотидів, є тільки у глікогенфосфорилазі ссавців. Отже, складніші механізми контролю ферментативної активності в процесі еволюції виникли пізніше.